# Жан П'єр Броль
Жан п'єр Броль (ісп. Jean Pierre Brol Cardenas; 18 грудня 1982, Гватемала) — гватемальський стрілець, бронзовий призер Олімпійських ігор 2024 року.

## Виступи на Олімпіадах
| Олімпіада   | Дисципліна | Місце |
| ----------- | ---------- | ----- |
| Лондон 2012 | трап       | 28    |
| Париж 2024  | трап       | 3     |